# Sistrells
|  | Per a altres significats, vegeu «Serra de Sistrells». |

Sistrells és un barri de Badalona (Barcelonès). Forma part del districte 2, juntament amb Sant Crist, Nova Lloreda, Lloreda, Montigalà Occidental, La Pau i Puigfred. Limita amb els barris de La Salut, Nova Lloreda, Lloreda, El Raval i Can Claris.

## Etimologia
L'origen és incert, atesa la manca de testimonis de l'antiguitat. El nom està documentat per primera vegada al segle XII en un document de la catedral de Barcelona. Corominas descarta l'origen d'un nom de persona i dubta d'una derivació de sistra, una herba muntanyenca pirinenca i occitana, o de cistella mitjançant percussió. El nom està documentat al llarg dels segles diverses maneres com Sistrels, Sistril, Cistrells fins a arribar al topònim actual.

## Geografia
El barri es troba en l'anomenat sector del Caritg, separat del centre urbà per l'autopista C-31.
Està situat, de fet, sobre els vessants del turó d'en Caritg, el segon punt més alt de la serra d'en Mena, també anomenada de Sistrells. El sòl està format conglomerats terciaris vermells del Miocè continental i gresos i lutites. Una part està urbanitzada, però una altra va restar-ne lliure entre 1898 i 1986 perquè va ser zona militar, i posteriorment va dedicar-se a parc urbà.
Quant a la hidrografia, davallant el turó hi transcorre el rierot d'en Roc, canalitzat sota el carrer de Marià Benlliure, que en confluència amb el rierot d'en Cabanyes, s'uneixen en el torrent d'en Valls, tots ells també canalitzats.

## Història
La primera referència a Sistrells com a nucli poblat és del segle xviii, si bé se'n troba alguna abans, de 1657. Tanmateix, el veïnat abastava un territori molt més extens, que anava des de Sant Jeroni de la Murtra i la Pallaresa fins al veïnat de Llefià. Es tractava d'un dels quatre veïnats tradicionals de Badalona, juntament amb Llefià, Pomar, Canyet i la Sagrera. Segons Abras, Carreras i Nieto, abastaria aproximadament els actuals barris de Lloreda, Montigalà, Nova Lloreda, Puigfred, Sant Crist i el mateix Sistrells.
Es tractava d'un nucli agrícola format per masies disperses. El 1746 tenia 12 cases, i, segons Antoní Montserrat, rector de Santa Maria de Badalona, a finals de segle havia crescut i estava format per 28 cases i 76 persones, i en destaca la Torre Pallaresa –edifici que avui forma part del terme municipal de Santa Coloma de Gramenet– com a casa destacada. Aquesta és la situació que es va mantenir fins a inicis de segle xx, moment en què només hi havia masies i algunes cases d'estiueig de famílies barcelonines.
La configuració actual del barri va iniciar-se la dècada del 1920 amb la promoció de diverses urbanitzacions particulars per part de propietaris rústics com els germans Domingo i Latrilla, Maria Roca, Jaume Bachs i Lleontina Casals. Les cases que es van construir eren generalment modestes, sovint d'autoconstrucció, que amb el temps alguns es van transformar en blocs de pisos. A més, la construcció va estar condicionada al terreny, al turó d'en Caritg i al torrent d'en Valls, i el barri es va edificar sense estar els carrers condicionats i sense tenir una bona xarxa de comunicació amb la resta de la ciutat. Posterior a la Guerra Civil, amb les grans onades migratòries procedents de la resta d'Espanya va créixer demogràficament el barri. Moltes persones tenien una economia precària, que va provocar l'aparició de nuclis de barraques a la falda del turó i s'hi van excavar coves.
Les greus mancances urbanístiques que patia el barri, incloses infraestructures bàsiques com clavegueram, subministrament d'aigua o enllumenat, van fer aparèixer aviat un incipient moviment veïnal durant el franquisme, i posteriorment l'associació veïnal va centrar-se en la consecució d'equipament davant la greu especulació urbanística durant la dècada de 1970. Durant la següent dècada van aconseguir-se moltes de la reivindicacions veïnals. El barri va veure desaparèixer aquest nucli de barraques amb la reordenació del sector, amb el revulsiu dels Jocs Olímpics de 1992, amb l'obertura de l'avinguda de Salvador Espriu.

## Equipaments
Dintre dels límits del barri hi ha els següents equipaments:
- Escola Joan Miró[17]
- Institut Pau Casals[18]
- Comissaria de la Guàrdia Urbana[19]
- Camp Municipal Pere Gol[20]
- Complex Esportiu Municipal Sistrells[21]
- Parc del turó d'en Caritg[22]
- Pistes de bàsquet Pere Martell[23]
- Zona Esportiva Can Cabanyes[24]

## Entitats
- Associació de Veïns de Sistrells (1960)[14]
- Club de Futbol Sistrells (1943)[25]